# Gestione della raccolta di intelligence
La gestione della raccolta di intelligence è il processo che tende ad organizzare e amministrare la raccolta di informazioni di intelligence, nell'ambito di attività di spionaggio, da varie fonti.

## Caratteristiche dell'attività
La struttura statale deputata. Il dipartimento raccolta di un'organizzazione di intelligence può tentare una validazione elementare del materiale raccolto, ma non è istituzionalmente preposto all'analisi della sua significanza.
Spesso vi è però una demarcazione alquanto sfumata tra "mera validazione" e "vera analisi"; proprio per questo è spesso occasione di diatribe all'interno della United States Intelligence Community, laddove la NSA, secondo CIA o DIA, tenta di interpretare le informazioni, malgrado che detta interpretazione sia ritenuta compito di altra "agenzia" (di intelligence, naturalmente).

## Discipline di raccolta
Le principali discipline (alcune in realtà consistono più che altro nell'elaborazione di dati grezzi acquisiti in precedenza) in questo campo sono:
- Human Intelligence (HUMINT)
- Intelligence delle immagini (IMINT)
- Intelligence dei segnali (SIGINT)
- Intelligence delle misurazioni e delle caratteristiche (MASINT)
- Intelligence tecnica (TECHINT)
- Intelligence delle fonti libere (Open Source) (OSINT)

Per superare i "colli di bottiglia" informativi, è necessario aumentare la responsabilità ad altissimo livello. Se i vari tipi di raccolta non sono gestiti più coerentemente attraverso la struttura di controllo, i problemi attuali si complicheranno, e gli sforzi per raggiungere la sinergia di raccolta e per migliorare l'analisi estesa a tutte le fonti andranno incontro a progressiva vanificazione.
Occorre sviluppare tecnologie uniche, e spesso di elevata delicatezza, per mantenere un'efficienza di prim'ordine in una superpotenza. Anche piccole nazioni possono avere una forza unica.
Al contempo, la mentalità compartimentata della raccolta di intelligence (comunemente abbreviata in IC) ha portato spesso ad una situazione in cui si registrano ridondanze e sprechi facilmente evitabili. L'esistenza di un "lessico comune" rimane tuttavia ancora più un'eccezione che la regola nel settore.

## Direzione della raccolta
A volte a livello direzionale, a volte nell'organizzazione di raccolta, in conformità alle particolarità del servizio di intelligence, il processo di direzione della raccolta assegna le esigenze informative ad uno o più gestori di fonti. Ne può scaturire l'ordine di missioni di ricognizione. Vi possono essere stanziamenti di fondi supplementari per reclutare nuovi agenti. Vi possono essere entrambi i fenomeni, concomitanti allo storno di missioni di ricognizione da altri bersagli.

### Ricerca nella direzione della raccolta
È spesso un'arte, qualche volta una gara per l'acquisizione delle migliori risorse. C'è una ricerca congiunta anglo-americana per individuare ed implementare metodi più formali. Una via in tal senso si esprime nel connubio semantico, basato sull'ontologia, un campo di studi originariamente appartenente alla filosofia pura, che oggi trova una quantità di applicazioni nella ricerca di intelligence. Segnatamente, i ricercatori tentano di coniugare le missioni alle potenzialità operative delle risorse disponibili. La loro definizione di ontologia è: "un insieme di assiomi logici intesi a rendere conto dell'appropriato significato di un vocabolario".
Al richiedente viene posta la domanda: "Quali sono i requisiti di una missione?" Vi si comprendono il tipo di dati da raccogliere (il che è concettualmente distinto dal metodo di raccolta), la priorità della richiesta, e l'eventuale esigenza che la raccolta si svolga clandestinamente.
Parallelamente, si richiede ai gestori del sistema IC di precisare le competenze delle loro risorse. L'ontologia è focalizzata sui sensori tecnici ISTAR, ma considera anche HUMINT, OSINT, e altre possibili metodologie.
Il modello intelligente poi compara "le specifiche di una missione con le specifiche delle risorse disponibili per affermare l'utilità o l'attitudine allo scopo delle risorse disponibili; sulla base di queste affermazioni, ottiene un insieme di risorse consigliate per la missione; decide se sussista una soluzione  — una singola risorsa, o una combinazione di risorse — che soddisfi i requisiti della missione, o in alternativa fornisce una graduatoria di soluzioni disposte secondo il grado di utilità di ciascuna".
Partendo dal loro esempio di soddisfare una richiesta di missione UAV, definiscono "il concetto di UAV [come un concetto che] incorpora vari generi di UAV, variabili in fatto di costo da poche migliaia di dollari a decine di milioni, ed in fatto di mezzi dai minuscoli MAV dal peso inferiore al kilogrammo ad aeromobili che superano le 40 tonnellate..."
- Piccoli UAV (SUAV), progettati per eseguire ricognizioni "oltre la collina" e "dietro l'angolo"
- UAV tattici (TUAV), focalizzati sulla battaglia ravvicinata, forniscono indicazione di bersagli, conferme sullo sviluppo e sui danni della battaglia in diretta dipendenza dal comando di brigata/ di task force
- UAV di lunga durata, mirati alla battaglia di profondità, a sostegno della divisione fino a 150 km ed il corpo d'armata fino a 300 km. Questa classe contiene due sottoclassi:

- UAV di lunga durata e media quota (MALE), progettati per operare tra i 2000 e gli 8000 metri
- UAV di lunga durata e alta quota (HALE), progettati per funzionare come satelliti di bassa orbita terrestre.

Da un punto di vista logico, le sottoclassi di UAV vanno disgiunte. Uno UAV non può appartenere a più di una sottoclasse. Esiste una lista di risorse ed un programma di piattaforme disponibili, che mostra i seguenti UAV:
- Pioneer, appartiene ai TUAV
- Predator, appartiene ai MALE-UAV
- Global Hawk, appartiene agli HALE-UAV.

Ora, supponiamo che – nell'ambito di una data missione – sia richiesto che un'attività di sorveglianza estesa su un'ampia area rilevi ogni movimento sospetto. È un compito che postula l'indicazione elettiva di uno UAV di lunga durata, atto a volare per lunghi periodi. 

Dalle mere definizioni concettuali sappiamo che:
1. il Pioneer non è uno UAV di lunga durata (per la relazione disgiunta tra UAV di lunga durata e TUAV)
2. tanto il Predator quanto il Global Hawk sono UAV di lunga durata (per le relazioni di sottoclasse).

Sia il Predator sia il Global Hawk riuniscono i requisiti richiesti. Una regola aggiuntiva controlla le previsioni del tempo, e determina la probabilità che vi siano tempeste durante la missione. Ciò porta ad un'altra regola: in caso di maltempo, supposto che la piattaforma abbia un sensore che "penetra le condizioni meteo", si deve scegliere una piattaforma che possa volare "sopra" le perturbazioni. Il Global Hawk è la sola piattaforma disponibile che soddisfi tutti i requisiti.
Per arrivare ad un livello più raffinato di designazione, il progetto ha usato "relazioni di contenimento di informazione", con esempi dal dominio ISTAR. Anche oltre quella tecnica vi è una classificazione ordinale di designazione.
"Q denota una query che specifica che devono essere soddisfatti alcuni requisiti di intelligence, e S1 − S5 denota le risorse di ISR (sensori e piattaforme di sensori) da soddisfare in relazione a Q.

La nostra query specifica due requisiti fondamentali da soddisfare:
1. Fornire immagini a raggi infrarossi (IR)
2. Svolgere un compito di ricognizione notturna."

Il loro articolo descrive l'ordinamento classificatorio, con un'esatta designazione da Sn a Q, una perfetta soddisfazione dei requisiti per la piattaforma di raccolta, un livello dopo l'altro dell'intera scala. Un'alternativa meno appetibile mette assieme i requisiti del profilo di volo, ma porta il radar ad apertura sintetica invece degli infrarossi, ed una piattaforma che ha solo potenzialità di televisione a spettro visuale, senza operatività notturna, è completamente inadatta.
Si noti che ciò che è critico sono i requisiti, non le singole piattaforme. Per i requisiti specifici, si potrebbe far ricorso a ricognitori di lunga durata con equipaggio (ad esempio P-3 Orion o Nimrod R), o a satelliti con appropriati sensori ed orbite. Ciò esula dall'ontologia usata nella dimostrazione.

### Direzione della raccolta in ambito NATO
Nella NATO, le domande che guidano l'intero processo di gestione della raccolta sono dette Priority Intelligence Requirements (PIR). A loro volta fanno parte del Collection Coordination and Intelligence Requirements Management (CCIRM), focalizzato sul processo di raccolta. Tali requisiti legano gli sforzi di intelligence allo schema operativo di manovra attraverso "punti di decisione" (Decision Points - DPs). Queste domande, ulteriormente raffinate nei "requisiti d'informazione" (Information Requirements - IRs), permettono al gestore della raccolta (Collection Manager - CM) di focalizzare le risorse su un determinato problema. Senza questa sincronizzazione con il piano operativo, sarebbe impossibile assicurare che la determinazione dell'impiego di risorse intelligence fosse effettivamente coerente con requisiti e priorità del comandante.

#### Selezione di una disciplina di raccolta
Una volta che esiste un PIR (vedi sezione precedente), che definisce l'informazione "grezza" da raccogliere, a quel punto tanto gli specialisti della disciplina, quanto i programmatori delle risorse devono scegliere il sistema di raccolta appropriato e pianificare la missione di raccolta. Anche con la tecnologia moderna, le condizioni meteorologiche, il terreno, le abilità tecniche e le contromisure nemiche sono tutti fattori determinanti del potenziale successo nella raccolta. Attraverso una dettagliata comprensione di tutte le piattaforme disponibili, tutte legate a specifiche domande connesse al PIR, il gestore della raccolta (CM) sincronizza le risorse disponibili – raccolta "di teatro (operativo)" e "di corpo", abilità individuali nazionali, risorse di coalizione come il Torrejon Space Center  – per massimizzare le potenzialità.

#### Trovare discipline di raccolta alternative
Spesso, nonostante il fatto che una specifica disciplina appaia astrattamente appetibile, può essere impossibile raccogliere l'informazione richiesta a causa di qualche circostanza avversa. La piattaforma preferita può non essere disponibile. Per esempio, le condizioni meteo e la difesa antiaerea nemica potrebbero limitare l'impiegabilità pratica degli UAV e delle piattaforme IMINT ad ala fissa. Se la limitazione dipende dalla difesa aerea, i pianificatori potrebbero richiedere la cooperazione di un satellite IMINT di livello nazionale. Anche se sarà un satellite a fare il lavoro, le orbite dei satelliti disponibili potrebbero non essere compatibili con i requisiti.
Se il problema sta nelle condizioni meteo, potrebbe esserci l'indicazione di sostituire i sensori MASINT con altri in grado di penetrare le perturbazioni, fornendo almeno parte delle informazioni occorrenti. La SIGINT può essere appetibile, ma il mascheramento sul terreno e le attitudini tecniche delle piattaforme disponibili possono porre l'indicazione per l'uso di un sensore basato nello spazio o a lungo raggio, o per esaminare se risorse HUMINT possano fornire le informazioni. Il gestore della raccolta deve prendere in considerazione questi effetti e consigliare il comandante sul grado di consapevolezza necessario per la pianificazione e l'esecuzione.
Altre fonti possono richiedere parecchio tempo per la raccolta delle necessarie informazioni. La MASINT dipende dall'aver costruito un repertorio di tracce normalmente lette dai sensori, in modo da far emergere le deviazioni. La COMINT criptanalitica può richiedere un tempo indeterminato, senza offrire garanzie, per arrivare ad un rilevante accesso ad un criptosistema.

#### Gestione delle risorse di sostegno della raccolta
Avere la disponibilità della piattaforma di raccolta del tipo giusto non significa per forza avere in mano qualcosa di realmente utile, se il servizio logistico necessario a ricevere e ridurre l'informazione non è disponibile. Ci sono due fattori che condizionano direttamente questo processo, la potenzialità dei sistemi di intelligence e l'addestramento e la potenzialità della sezione intelligence.
Piattaforme di raccolta in grado di raccogliere decine di migliaia di singole informazioni per ora postulano l'esistenza di ricevitori che possano accettare un simile volume. L'odierna impressionante capacità di raccolta, anche con rapporti auto-generantisi più grandi, tende tipicamente a sopraffare analisti inesperti o sprovvisti di adeguato sostegno di personale ausiliario. Anche se l'interesse del gestore di raccolta è orientato soprattutto alla fase di raccolta stessa, egli deve altresì assicurarsi che la funzione analitica del sistema richiesto abbia le risorse per ridurre e analizzare i dati prodotti dal sensore in un periodo di tempo utile.
Le stazioni di terra IMINT e SIGINT possono essere in grado di accettare i dati dei sensori, ma le reti ed i sistemi di trattamento dell'informazione sono adeguati per "servire" i dati ad analisti e comandanti? Il più grave problema in questo senso proviene dall'IMINT derivata dagli UAV e dalle piattaforme ad ala fissa. Negli ultimi anni comandanti e stati maggiori si sono abituati a ricevere "prodotti" dell'acquisizione di immagini di qualità, e materiale dagli UAV per la progettazione e l'esecuzione delle loro missioni. Nell'esercizio ciò è facilitato spesso da reti fisse ad alta velocità, tuttavia in una battaglia fluida e mobile sarebbe quasi impossibile sviluppare una rete in grado di sviluppare la stessa quantità di informazioni.
Il gestore della raccolta deve decidere se un rapporto analitico piuttosto che l'acquisizione di immagini in sé sarà in grado di fornire la risposta ricercata, e quando sia richiesta una riproduzione foto o video su supporto durevole, il gestore della raccolta deve informare gli ufficiali di stato maggiore del costo della rete IT e sull'ampiezza di banda del quartier generale.
Da ultimo, la gestione della raccolta è la chiave di volta su cui insiste l'appoggio di intelligence alle operazioni dell'ARRC. Poiché il punto di partenza del processo di raccolta sta nei PIR del comandante, questi ultimi costituiscono una componente critica del processo di pianificazione da parte dello stato maggiore, a conferma del fatto che essi cooperano direttamente nel processo decisionale del comandante.

### La direzione della raccolta nella CIA
I requisiti di intelligence sono un formalismo introdotto dopo la Seconda guerra mondiale. Dopo una fase iniziale in cui il personale sul campo decideva le priorità, iniziò un periodo transitorio in cui i requisiti furono considerati "auspicabili ma non si pensava che presentassero alcun problema. Forse l'uomo sul campo aveva, dopo tutto, veramente bisogno di un po' di guida; in tal caso, gli esperti a Washington avrebbero scribacchiato una lista di domande e tutto sarebbe andato a posto."
In una terza fase (primi anni cinquanta), ci si trovò d'accordo sul punto che ci volesse una struttura di requisiti formali. Una volta che si avviò la meccanizzazione, tuttavia, la frontiera del dibattito si spostò sullo sviluppo di "metodologie specializzate" per la gestione dei requisiti. Tali metodologie furono inizialmente concepite in contrapposizione al blocco cino-sovietico, ed i cambiamenti radicali nel contesto della minaccia possono aver reso non più appropriate alcune di queste metodologie.
I requisiti possono essere calati nei termini della tecnica di analisi da usare, o di un metodo di raccolta proposto, o sulla questione dell'argomento, o sulla priorità.
"I problemi dei requisiti non hanno natura speciale. Alcuni di loro sono coessenziali alla natura stessa del processo che attiene ai requisiti. È sconfortante che una frazione tanto piccola del pensiero migliore della comunità si sia cimentato in questi problemi fondamentali dello sviluppo, in una parola, di un'adeguata teoria dei requisiti."
"Ma c'è uno iato notevole tra questi elevati documenti ed i requisiti prodotti a livello operativo. Avere a che fare con questioni generali è diventato di per sé una specialità. Occorre un vigoroso scambio di vedute tra generalisti e specialisti, addetti ai requisiti ed amministratori, membri di tutte le agenzie, analisti in tutti i campi dell'intelligence, operatori di tutti i metodi di raccolta, che possa condurre almeno un chiarimento di idee e nella migliore delle ipotesi ad una soluzione di alcuni problemi comuni."

#### Il problema delle priorità
Più esattamente, è il problema di come formulare esigenze e priorità in modo da facilitare la soddisfazione delle esigenze in un'approssimativa proporzione al grado delle loro priorità, attraverso l'uso più efficace dei mezzi di raccolta disponibili.
Se la descrizione dei generi di requisito è valida, è evidente che ciascuno dei tre generi risponde ad un'esigenza profondamente sentita, ha motivo di esistere, e gioca un proprio ruolo nel complesso totale della direzione dell'intelligence. Poiché l'attenzione di questo paragrafo è incentrata sul problema delle priorità, deve soprattutto occuparsi della direttiva. Ma mentre la direttiva è l'unico veicolo pratico per le priorità, le richieste sono una parte di rilievo nel quadro complessivo, dato che le priorità debbono governare il loro soddisfacimento.
Accostandosi alla questione delle priorità, è naturale pensare in primo luogo in termini di:
- amministrazione e sistema;
- disciplina intellettuale, compreso il metodo di analisi e la proprietà di linguaggio;
- addestramento e responsabilità del singolo addetto all'intelligence.

#### Generi di requisito
Nella formulazione generalissima, il requisito di raccolta è semplicemente "un'affermazione sull'informazione da raccogliere". Ci sono alcune tendenze che davvero non contribuiscono ad aumentare la precisione in proposito:
- Gli analisti pubblicano liste delle loro necessità nella speranza che qualcuno li esaudisca.
- Teorici ed amministratori vogliono un sistema "a maglia stretta" in cui tutti i requisiti possano alimentare una singola macchina, integrati, delimitati ed ordinati dalle priorità, e distribuiti come direttive a tutte le parti dell'apparato di raccolta.
- I raccoglitori mirano a specifiche richieste d'informazione ben definite, adattate alle loro specifiche competenze tecniche.

Queste tendenze sono suscettibili di completarsi a vicenda fruttuosamente, se il gioco viene mantenuto in un campo di ragionevolezza, ma più spesso la loro coesistenza è stata fonte di attriti.
Cosa caratterizza un requisito?
- Necessità
- Costrizione o comando: affermato sotto un'autorità
- Richiesta, senza la connotazione di comando, ma uno specifico significato di intelligence.

"Requisito" è la stessa cosa che "richiedere". Hanno la stessa radice etimologica, assieme a "inchiesta", "questione" e query. In intelligence, questo significato si è ulteriormente specificato. In questa interpretazione, uno (il "cliente") fa una richiesta, o pone una domanda ad un altro (il raccoglitore), che la soddisfa o le risponde come meglio riesce.
C'è sul punto una sorta di "patto fra galantuomini" per ambedue le parti — con un filo di sospetto reciproco.
- Il richiedente garantisce per la validità del requisito
- Il raccoglitore è libero di rigettarlo.
- Se lo accetta, il raccoglitore presta un'implicita assicurazione del fatto che farà del suo meglio in proposito,
- su questo, il richiedente è libero di dubitare.

In ogni circostanza la relazione è reciproca, e nella sua forma pura è libera dalla costrizione. L'uso di richieste dirette è particolarmente gradito al raccoglitore: secondo lui, ciò gli fornisce requisiti più pratici ed efficaci di qualunque altro metodo. A volte è gradito anche all'analista di richieste, che se trova un raccoglitore ricettivo può in tal modo ottenere più requisiti accettati di quanto sarebbe altrimenti possibile. Ancora, è deludente per entrambi a volte, se il raccoglitore arriva a sentirsi sovraccarico o l'analista a sentirsi trascurato.
Queste tre connotazioni di necessità, costrizione, e richiesta sono intessute nei tre generi di requisito di raccolta, a cui attribuiremo arbitrariamente dei nomi: l'inventario delle necessità, rivolto alla comunità in senso ampio, ed a nessuno in particolare; la direttiva, rivolta da un livello più alto ad uno inferiore; la richiesta, rivolta da un committente al raccoglitore.

#### Il requisito come inventario delle necessità

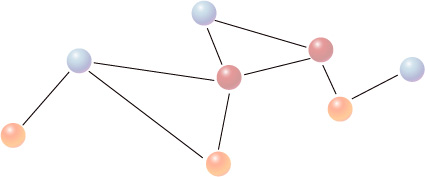
Reti di relazioni secondo CRM ed ERM.

Gli attuali centri di osservazione dell'intelligence, come pure gruppi interdisciplinari quali il National Counterterrorism Center, possono creare ed aggiornare liste di requisiti. Programmi commerciali di Customer Relationship Management (CRM) o il più potente Enterprise Relationship Management (ERM) potrebbero essere adattati, piuttosto flessibilmente, per gestire il flusso di lavoro, separando il contenuto più delicato. Nessun raccoglitore è guidato ("richiesto") a raccogliere contro queste liste; le liste non sono rivolte ad alcuno specifico raccoglitore. CRM, ERM, e software di social networking ordinariamente creano alleanze ad hoc per progetti specifici. Si veda quanto abbiamo detto sopra a proposito di direzione della raccolta in ambito NATO.
Alcuni responsabili della raccolta clandestina hanno rifiutato di trattare i requisiti così ottenuti per il motivo che i medesimi "non sono veramente requisiti", ossia non sono richieste di informazioni che il raccoglitore clandestino possa soddisfare.
Nella maggior parte dei casi, tuttavia, tali requisiti sono utilizzati selettivamente nella direzione della raccolta, a dispetto della loro affinità agli inventari. Ciò capita per diverse ragioni. Riveduti tre volte l'anno, sono i più aggiornati tra i requisiti.
Il loro oggetto principale — gli affari attuali di rilevanza principalmente politica — è uno di quelli che attrae l'attenzione: l'inventario delle necessità può avere grande valore come strumento di analisi nell'ufficio di produzione di intelligence da cui origina. Ciò che non può fare è contribuire significativamente alla soluzione del problema delle priorità.

#### Il requisito come direttiva
In molti momenti della storia dell'intelligence, le direttive per le missioni di raccolta promanavano dagli organi preposti al coordinamento al massimo livello dell'operato delle varie "agenzie". Sono quasi sempre brevi e chiaramente definite nelle priorità. Le direttive — una parola che implica l'esercizio di autorità — spesso provengono da livelli gestionali inferiori.
Le direttive sono prevalentemente praticabili nelle seguenti circostanze:
- a) dove esista una relazione di comando;
- b) dove vi sia un solo committente, o dove un committente sia incomparabilmente più importanti degli altri;
- c) dove sia implicato un singolo metodo di raccolta, e dove questo metodo abbia competenze molto precise, limitate e conoscibili.

I metodi di raccolta tecnica sono i meno ambigui, e le priorità hanno autentico significato poiché hanno a che fare con vere risorse che possono essere pianificate. La HUMINT, tuttavia, è flessibile ma implica uno spettro di metodi assai più ampio. In breve, combina una necessità massima di direzione con un minimo delle caratteristiche che rendono praticabile la direzione.
Le agenzie con requisiti per la HUMINT preparano anche liste di priorità, con questi vantaggi: hanno obiettivi stabiliti, posto che vi sia una base per la programmazione, e riassumono alcune delle più critiche necessità d'informazione dei "consumatori". Laddove utilissime, queste liste sono anche estremamente "priorizzate".

#### Il requisito come richiesta
Molti requisiti ricadono in questa categoria, compresa una gran parte di quelli che portano identificatori traccianti il requisito nel sistema di numerazione — ampio quanto la comunità — amministrato da un gruppo centrale.
Una richiesta può variare da una domanda di venti parole fino ad un questionario di cinquanta pagine. Può richiedere un singolo dato o migliaia di dati connessi. La sua essenza non sta nella sua forma o nel suo contenuto, ma nella relazione tra richiedente e raccoglitore.
Un importante variazione in tema di richiesta è il requisito sollecitato. In ipotesi, la richiesta è "auto-prodotta" dal raccoglitore medesimo. Il raccoglitore, fornito di particolare competenza, ne informa il (virtuale) committente appropriato, richiedendone specifici requisiti "tagliati su misura". A quel punto, committente e raccoglitore discutono requisito e priorità. Nella raccolta clandestina, il requisito sollecitato è usato regolarmente per legittimi viaggiatori, traditori e reduci, e per tutte quelle fonti le cui potenzialità tecniche e conoscitive possono essere sfruttate solo attraverso dettagliate direzione o interrogazione.
Il requisito sollecitato è in vario modo partecipe [anche] della costruzione collaborativa del requisito. In tale seconda fattispecie, raccoglitore e committente elaborano "a quattro mani" il requisito, di solito in un'ampia prospettiva, ed altrettanto di solito su iniziativa del raccoglitore.

#### Sistema e amministrazione
Un dipartimento o agenzia implicato nella raccolta in primo luogo per soddisfare i propri requisiti generalmente mantiene un sistema indipendente di requisiti per uso interno, con proprie terminologia, categorie e priorità, e con un unico ufficio requisiti per dirigere i suoi elementi di raccolta sulla scorta degli elementi dei suoi committenti. Il medesimo ufficio requisiti (o forse una sua branca separata) rappresenta sia gli elementi del raccoglitore sia quelli del committente nei rapporti con altre agenzie. Vedasi anche: Direzione della raccolta in ambito NATO.
Dove, come nella CIA, i componenti della committenza dipendono da quanti raccoglitori e componenti della raccolta sono a servizio dei committenti in tutta la comunità, non è possibile un tale sistema uno - a - uno. Ogni componente principale (raccoglitore o "consumatore") ha il proprio ufficio requisiti.
Gli addetti all'ufficio requisiti sono degli intermediari, e devono comprendere qualcosa dei problemi — non della branca (raccolta) che essi rappresentano, ma anche dei loro interlocutori "esterni" (committenza di intelligence):
- gli addetti ut supra debbono trovare il miglior risultato di raccolta per i loro "clienti" analisti;
- tali addetti debbono trovare il miglior impiego possibile per le "risorse umane" da loro rappresentate, ed al contempo proteggerle da richieste irragionevoli.

Essere informali a volte rende più efficiente la "macchina" dell'intelligence. Questioni sostanziali sono regolarmente discusse tra gli addetti ai requisiti. Gli uffici requisiti non possono vedere requisiti "negoziati" finché committente e produttore non sono d'accordo.
Quando la situazione è tale per cui si possono destinare risorse anche ad obiettivi di bassa priorità, c'è scarso pericolo di fare danno. O dove tanto l'analista quanto il raccoglitore sono persone competenti e responsabili, i rirultati possono essere eccellenti. Ma le priorità sono insidiose.
Se il raccoglitore non dovesse dimostrare alcun interesse per un requisito definito "urgente", probabilmente il richiedente cercherebbe in vario modo di sollecitarlo. È possibile che il richiedente, subodorando le possibili resistenze, avesse ab origine invocato una qualche relazione tra i propri requisiti e uno dei Priority National Intelligence Objectives (Obiettivi di intelligence di priorità nazionale). Ha quasi certamente ragione quando sostiene l'esistenza di una tal relazione, ma può esservi questione sulla "cogenza" della medesima. È possibile legare un piccolissimo requisito ad un grandissimo obiettivo.
Un avviso precece è importante, ma non tutto ciò che vien descritto come avviso precoce è ugualmente importante. Il raccoglitore può ancora non esserne impressionato.
Potrebbe intervenire un comitato per la valutazione dei requisiti. Esso, storicamente, ha assume una di queste forme:
- Comitato di intelligence economica
- Comitato di intelligence scientifica
- Comitato congiunto di intelligence atomica
- Comitato di intelligence sui missili guidati e l'astronautica.

Ci potrebbero essere oggi richieste equivalenti dai centri antiterrorismo o antiproliferazione (nucleare). La situazione dei requisiti ha molti altri sistemi e fenomeni significativi:
- gli speciali, chiusi sistemi di requisiti che governano metodi locali di raccolta
- commissioni di vigilanza con le rispettive liste di indicatori generali
- commissioni sui problemi di raccolta critica.

#### Disciplina: metodo e linguaggio
Per illustrare i problemi di metodo, dobbiamo ancora una volta partire dall'esperienza del corpo di massimo livello. Il sistema consiste di tre priorità, basate sulla misura del beneficio o del danno che potrebbero derivare alla nazione nell'ipotesi di raggiungimento (o, correlativamente, di non raggiungimento) di un dato obiettivo.
Una, che le commissioni di alto livello hanno tentato di risolvere, è il fatto che due priorità non consentono un'adeguata estensione. Con vari strumenti – disponendo determinati obiettivi connessi in un ordine interno d'importanza; descrivendo certi obiettivi come sostituti di altri; trattando gli obiettivi come subordinati a "requisiti di base" che a volte si espandono in parecchi paragrafi.
Una seconda difficoltà è il fatto che un requisito riferito ad un dato livello di priorità non è veramente per forza più importante in sé di un altro requisito. In alcuni casi, la scelta ragionevole è concentrarsi su un requisito a minore proprietà, benché ancora produttivo di informazioni, che sia più facile da soddisfare rispetto ad uno di priorità arbitrariamente più alta.
Un'ulteriore terza difficoltà: un requisito che merita una data priorità nel contesto degli interessi totali della sicurezza statunitense non merita necessariamente la stessa priorità nel contesto di un particolare metodo di raccolta. La stabilità economica di un dato paese amico può essere di grande importanza, anche se può non richiedere alcuna raccolta clandestina di intelligence, ma appoggiarsi all'OSINT, eventualmente affidata all'outsourcing (o appalto, per dirla in italiano).
Si può fare affidamento sul fatto che parole come obiettivo, requisito, meta e richiesta significhino (almeno approssimativamente) la stessa cosa per tutti. La situazione ottimale non si può raggiungere diffondendo glossari ufficiali, ma solo attraverso continua, attenta discussione di problemi comuni fra persone appartenenti a tutti i settori della comunità.
L'aspetto finale della questione del linguaggio, e forse il più importante, è l'abilità con cui i requisiti medesimi vengono espressi. Non c'è bisogno di parole differenti, ma di modi più sicuri per comunicare l'essenza di una faccenda da una mente (o insieme di menti) ad altre. Non vi è alcuna formula magica che possa sostituire un'esercitata attenzione contro i pericoli del malinteso. L'esercizio è essenziale.

## Sensibilità della fonte
L'intelligence è tratta da fonti così estremamente sensibili che non può essere usata senza esporre i metodi o le persone che forniscono tale intelligence. Uno dei punti di forza della penetrazione britannica in danno del sistema crittografico Enigma stava nel fatto che non si adoperò mai per le operazioni tattiche alcuna informazione ricavata da tale penetrazione, salvo che fosse possibile mascherare i successi alleati con una diversa spiegazione "di facciata" che fosse plausibile per i tedeschi.
Se, ad esempio, il movimento di una nave veniva conosciuto attraverso la COMINT su Enigma, si spediva un aereo da ricognizione sulla stessa area, e si faceva in modo che le forze dell'Asse lo notassero, cosicché l'affondamento che ne seguiva sarebbe stato associato all'attività di IMINT. Quando il nemico sa che il suo criptosistema è stato violato, per lo più cambia immediatamente sistema, escludendo la fonte d'informazione. Alcune volte, e forse questo è ancor peggio, lascia (apparentemente) tutto invariato, in modo da sfruttare a suo vantaggio la disinformazione conseguente.
Nel contesto della limitazione delle armi strategiche, si applicava un tipo diverso di sensibilità delle fonti. Nelle fasi iniziali del dibattito, l'opinione pubblica temeva che la fotografia satellitare determinasse una situazione per cui "l'Unione Sovietica potesse essere particolarmente disturbata dal pubblico riconoscimento di questa capacità [fotografia satellitare]... che essa aveva celato." Nel contesto politico sovietico, divulgare il fatto che delle "spie" potevano attraversare la "Patria" senza essere fermate dall'Armata Rossa — o da "Spada e Scudo" degli organi di sicurezza dello stato — costituiva una minaccia immensa per la leadership.

## Separare la fonte dal contenuto
Fin dalle prime battute del processo di raccolta, l'identità precisa delle fonti viene soppressa nei rapporti, per proteggere le fonti dall'individuazione. Un modello elementare prevede la separazione del materiale grezzo in tre parti:
1. Vera identità della fonte: un dato da conservare con gelosa segretezza;
2. Pseudonimi, crittonimi, o altri segni identificativi;
3. Tutti i rapporti dalla fonte.

Poiché il committente potrà aver bisogno di saper qualcosa sulla qualità della fonte, non è raro, nella comunità di intelligence, avere parecchie varianti sull'identificatore della fonte. Al massimo livello, la fonte verrà descritta come "una persona con accesso alle esatte parole degli incontri di Gabinetto". Al livello immediatamente inferiore, troveremo "una fonte con buona conoscenza delle discussioni negli incontri di Gabinetto". Scendendo ancora di un "gradino", la descrizione si fa ancora più ampia, del tipo "una fonte generalmente affidabile avvezza al modo di pensare degli alti livelli del governo".

## Classificazioni dell'ufficio raccolta
Nell'uso americano, un sistema tipico, che usa le scale da "A" ad "F", e da "1" a "6", si ricava dal Field Manual FM 2.22-3, e verrà illustrato di seguito.
| Codice | Classificazione        | Significato |
| ------ | ---------------------- | --- |
| A      | Affidabile             | Nessun dubbio di autenticità, credibilità o competenza; precedenti di completa affidabilità                           |
| B      | Di solito affidabile   | Piccolo dubbio su autenticità, credibilità o competenza; precedenti di informazioni valide nella maggioranza dei casi |
| C      | Abbastanza affidabile  | Dubbio di autenticità, credibilità o competenza ma ha fornito informazioni valide in passato                          |
| D      | Di solito inaffidabile | Dubbio significativo quanto a autenticità, credibilità o competenza ma ha fornito informazioni valide in passato      |
| E      | Inaffidabile           | Carente di autenticità, credibilità o competenza; precedenti di informazioni non valide                               |
| F      | Non classificabile     | Nessun elemento di giudizio                                                                                           |

| Codice | Classificazione      | Significato                                                                                        |
| ------ | -------------------- | -------------------------------------------------------------------------------------------------- |
| 1      | Confermato           | Confermato da altre fonti indipendenti; logico in sé; coerente con altre informazioni sul soggetto |
| 2      | Probabilmente vero   | Non confermato; logico in sé; coerente con altre informazioni sul soggetto                         |
| 3      | Eventualmente vero   | Non confermato; ragionevolmente logico in sé; concorde con altre informazioni sul soggetto         |
| 4      | Improbabilmente vero | Non confermato; possibile ma non logico; nessun'altra informazione sul soggetto.                   |
| 5      | Improbabile          | Non confermato; non logico in sé; contraddetto da altre informazioni sul soggetto                  |
| 6      | Non classificabile   | Nessun elemento di giudizio                                                                        |

Un "voto" "A", ad esempio, potrebbe significare una fonte totalmente fidata, quale un'operazione della tua stessa COMINT. Quella fonte potrebbe essere completamente attendibile, ma, se ha intercettato un messaggio di cui altra intelligence ha accertato la falsità, il rapporto di affidabilità può esprimere un giudizio "5", che è come dire "notoriamente falso". La classificazione del rapporto sarà, pertanto, "A-5". Può essere il caso di ridurre l'affidabilità (attesa) di una fonte umana, se questo individuo sta riferendo su un argomento tecnicamente complesso, e non si sa quale sia la competenza specifica del soggetto in questione.
Un'altra fonte potrebbe essere un mentitore abituale, ma dà appena una quantità d'informazioni tale da essere mantenuto in uso. Il suo giudizio di affidabilità potrebbe essere "E", ma se quanto riferito venisse confermato da una fonte indipendente, la classificazione complessiva sarebbe "E-1".
La maggior parte dei rapporti di intelligence stanno in qualche modo a metà; un "B-2" è preso sul serio. A volte è impossibile classificare l'attendibilità di una fonte, per lo più per carenza di conoscenza sulla medesima, per cui un "F-3" potrebbe essere un rapporto ragionevolmente probabile da una fonte sconosciuta. Una fonte di assoluta fiducia potrebbe trasmettere un rapporto che non può essere confermato o smentito, tanto da ricevere una valutazione "A-6".

### Valutare le fonti
Nel classificare valutativamente un rapporto, la parte riguardante la fonte è un'esperienza complessa e composita, che riflette l'esperienza maturata sulla "serie storica" dei rapporti provenienti da tale fonte, oltre alla diretta conoscenza — da parte della fonte — sull'oggetto di rapporto, senza trascurare la comprensione della materia che la fonte possa effettivamente raggiungere. In un certo senso, i mezzi tecnici di raccolta di intelligence possono soffrire l'incertezza che si applica ad un singolo rapporto, come quando si nota un parziale annuvolamento che vela un'immagine fotografica.
Quando non si è mai precedentemente vagliata una fonte, "allora la valutazione della fonte dev'essere fatta esclusivamente sui suoi meriti, indipendentemente dalle sue origini." Una fonte primaria passa conoscenza diretta di un evento all'analista. Una fonte secondaria passa informazioni doppiamente estrapolate dall'evento originale; un osservatore ne informa un altro, che poi estende il resoconto all'analista. Più sono i passaggi intercorrenti tra l'informazione e la fonte, tanto maggiore sarà la probabilità che si verifichino errori o distorsioni.
Un'altra parte della classificazione delle fonti è la prossimità. Una fonte umana che ha partecipato ad una conversazione ha la migliore prossimità, ma una prossimità inferiore se la fonte riferisce ciò che un partecipante asserì che fosse stato detto. La fonte fu diretto osservatore dell'evento, o — se si tratta di fonte umana — sta riferendo "per sentito dire"? Sensori tecnici possono percepire un evento, o soltanto inferirlo. Un sensore geofisico di infrasuoni può registrare l'onda di pressione di un'esplosione, ma può non essere in grado di indicare se una data esplosione fosse riconducibile ad un evento naturale o ad un'esplosione industriale. Può suggerire che l'esplosione non era nucleare, dal momento che le esplosioni nucleari sono più concentrate nel tempo.
Se, per esempio, una fonte umana che ha fornito informazioni politiche valide, manda un rapporto su dettagli tecnici di un sistema missilistico, l'affidabilità della fonte in questioni politiche dà soltanto un generico conforto alla probabilità che il medesimo soggetto comprenda l'ingegneria missilistica. Se l'esperto politico parla di dettagli missilistici che hanno un grado di verosimiglianza paragonabile ad un film di fantascienza di budget miserabile, sarà saggio svalutare il rapporto. Questa componente della valutazione della fonte va sotto il nome di appropriatezza.

### Valutare l'informazione
La valutazione delle fonti è questione diversa ed indipendente dalla valutazione della sostanza del rapporto. Il primo fattore è la plausibilità: indica che l'informazione è certa, incerta o impossibile. L'inganno dev'essere sempre considerato per un'informazione diversamente plausibile.
Essendo basata sulle conoscenze che l'analista ha del soggetto, l'informazione è qualcosa che ragionevolmente consegue da altre cose che si conoscono sulla situazione? Questo è l'attributo dell'attendibilità. Se l'analisi del traffico ha determinato il quartier generale di un'unità carri in una data località, e l'IMINT ha rivelato che un'unità carri in quel luogo stava svolgendo manutenzione tipicamente prodromica ad un attacco, un separato rapporto COMINT ha suggerito che un ufficiale superiore delle truppe corazzate si sta recando in volo a quel posto, ebbene, da tutti questi elementi è ovviamente attendibile l'imminenza di un attacco.
Nell'esempio precedente, il rapporto COMINT ha il conforto di analisi del traffico ed IMINT.

### Confermare i rapporti
Quando la valutazione di un rapporto è difficoltosa, la conferma può essere responsabilità degli analisti, dei raccoglitori, o di entrambi. In un'ampia e complessa comunità di intelligence, questo può essere occasione di tensioni. Negli Stati Uniti, la NSA è vista come un'organizzazione di raccolta, i cui rapporti vanno analizzati da CIA e DIA. In un sistema cooperativo o piccolo, le cose possono essere meno formali.
Un classico esempio scaturì dalla Seconda guerra mondiale, quando i crittanalisti della marina americana intercettarono un messaggio nel sistema cifrato della marina giapponese (JN-25), che si riferiva palesemente all'imminente invasione di "AF". Gli analisti di Honolulu e di Washington, tuttavia, si trovarono in disaccordo sul punto se AF si riferisse ad un luogo nel Pacifico Centrale o nelle Isole Aleutine. L'Atollo di Midway era l'obiettivo probabile nel Pacifico Centrale, ma i comandanti americani avevano bisogno di sapere con certezza dove concentrare le loro forze. Jason Holmes, un membro della stazione di Honolulu, sapeva che Midway doveva produrre o importare l'acqua potabile, così organizzò la spedizione di un messaggio, attraverso un cavo sottomarino sicuro, alla guarnigione di Midway. Era l'invito a trasmettere via radio (utilizzando un codice che gli americani sapevano essere stato violato dai nipponici) un messaggio con cui informavano dell'avaria al proprio impianto di desalinizzazione. Poco dopo, un messaggio in codice JN-25 affermava che "AF" era a corto di acqua potabile, fornendo così la conferma che il bersaglio dell'attacco era effettivamente l'atollo di Midway.